# Acorania
Acorania is een monotypisch mosdiertjesgeslacht uit de  familie van de Acoraniidae en de orde Cheilostomatida

## Soorten
- Acorania enmediensis López-Fé, 2006